# Vaux-en-Dieulet
Vaux-en-Dieulet település Franciaországban, Ardennes megyében. Lakosainak száma 54 fő (2022. január 1.). Vaux-en-Dieulet Bar-lès-Buzancy, Beaumont-en-Argonne, Belval-Bois-des-Dames, Fossé, Saint-Pierremont és Sommauthe községekkel határos.

## Népesség
A település népessége az elmúlt években az alábbi módon változott:
| Lakosok száma | 109  | 76   | 68   | 71   | 59   | 54   | 54   | 55   | 55   | 54   |
|               | 1968 | 1982 | 1990 | 2006 | 2013 | 2015 | 2017 | 2019 | 2020 | 2022 |